# FARICE-1

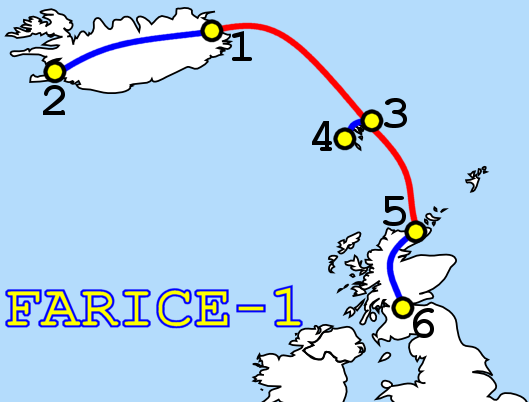
Het traject van FARICE-1. Blauw: over land; rood onder water.
2 : Reykjavík
1 : Seyðisfjörður
3 : Funningsfjørður
4 : Tórshavn
5 : Dunnet Bay
6 : Edinburgh

FARICE-1 is een onderzeekabel die IJsland, de Faeröer en het Verenigd Koninkrijk met elkaar verbindt en operationeel is sinds maart 2004. 80% is in handen van IJslandse aandeelhouders, 20% is in handen van Faeröerse aandeelhouders.
De kabel begint in Reykjavík en gaat over land naar Seyðisfjörður, waar de kabel onder de zee verdwijnt. In Funningsfjørður op Faeröer komt de kabel even aan land en verbindt een tak van de kabel Tórshavn met de hoofdkabel. In Dunnet Bay in de buurt van Dunnet in Schotland komt de kabel aan land en gaat verder over land naar Edinburgh.